# Oxalis stenomeres
Oxalis stenomeres är en harsyreväxtart som beskrevs av Sidney Fay Blake. Oxalis stenomeres ingår i släktet oxalisar, och familjen harsyreväxter. Inga underarter finns listade i Catalogue of Life.